# All I See
All I See (Всичко, което виждам) е поп-R&B песен на австралийската певица Кайли Миноуг от десетия ѝ студиен албум X. Песента е писана от Edwin Serrano, Jonas Jeberg, Mich Hedin Hansen и Raymond Calhoun е продуцирана от Jonas Jeberg и Cutfather. Издаден е като пилотен сингъл в Северна Америка на 11 март 2008 г. Версията с рапъра MIMS е изпратена на радиата и е включена в американското издание на X.

## Промоция
За да промотира сингъла и албума в САЩ, Миноуг гостувала на няколко телевизионни програми. На 31 март 2008 г. гостувала в сутрешния американски блок The Today Show за интервю от Matt Lauer. На 1 април 2008 г., Миноуг изпълнила песента на живо в Dancing with the Stars. На 7 април 2008 Миноуг гостувала и изпяла сингъла в „Шоуто на Елън Дедженеръс“.

## Музикално видео
Видеото е режисирано от Уилиям Бейкър, креативния директор на Миноуг. Било е заснето за 3 часа в почивка след репетиция по време на турнето KylieX2008. Заснето е в черно-бяло, показва Миноуг и танцьора Марко да Силва как танцуват пред бял фон.